# Besa Kokëdhima
Besa Kokëdhima (født 29. maj 1986), også kendt som Besa, er en albansk sangerinde. I 2013 vandt hun den 15. udgave af Kënga Magjike. Hun skal repræsentere Albanien i Eurovision Song Contest 2024 med sangen "Titan".

## Liv og karriere
Kokëdhima blev født den 29. maj 1986 i en albansk familie i byen Fier. Hendes far er en meget velhavende forretningsmand: politikeren Koco Kokedhima, dengang en del af Den Socialistiske Folkerepublik, det nuværende Albanien.   I en alder af 15 emigrerede hun til Storbritannien for at tage en videregående uddannelse. I 2003 udgav Besa sin debutsang "Më Beso", som blev skrevet af producer Florian Mumajesi, og indeholdt den dengang nydannede albanske gruppe Produkt 28. Sangen blev tildelt "Mikorofoni I Artë" i 2003. Besa udgav sit debutalbum, som fik titlen "Besa", i 2006. Albummet er skrevet i samarbejde med kendte albanske musikindustripersonligheder, herunder Dorian Gjoni, Flori Mumajesi, Genti Lako, Andy DJ og Stine.
Besa har deltaget i en række musikkonkurrencer, herunder "Notafest", hvor hun blev tildelt førstepræmien for R&B-singlen "Lëshoje Hapin". I 2009 deltog hun i Selecţia Naţională i Rumænien for at kvalificere sig til Eurovision Song Contest, med den engelske sang "Nothin' Gonna Change", og nåede til semifinalen. I 2010 konkurrerede Besa i Top Fest og vandt kategorien bedste kvindelige sangerinde med sin single "Kalorësi i Natës." Siden 2010 har Besa udgivet en række singler og blandt andet singlen "Fishekzjarre" i 2012, singlen "Burning" i 2013 og "Zemrën Dot Nuk ta Lexoj" i 2014. Singlerne var kommercielt succesrige og blev positivt modtaget.    
Besa har udgivet to albums med titlerne Besa për Festat og Ti Je Festa Ime.  Numrene blev akkompagneret af musikvideoer med Besa og National Orchestra. Albummet indeholdt også en juleversion af sangen "Tatuazh ne Zemer." Albummet Ti Je Festa Ime fik positive anmeldelser, og en artikel kaldte albummet "et af årets mest velmodtagede projekter".  Hun vandt også Kënga Magjike i 2013. Besa har været dommer i det albanske tv-show The Voice of Albania siden 2017, og blev udpeget som Albaniens favoritdommer senere i serien ved Top Channels meningsmålinger. Besa debuterede i Frankrig med sin franske ballade "En Equilibre" i juni 2022.   Debutsinglen fik positiv feedback.   "En Equilibre" er det første af hendes kommende debutalbum i den franske musikindustri.   I 2023 blev hun udvalgt til at konkurrere i Festivali i Këngës 62 med sangen "Zemrën n'dorë", hvor hun vandt og blev udvalgt til at repræsentere Albanien i Eurovision Song Contest 2024. Ved konkurrencen vil sangen blive fremført i en engelsk version med titlen "Titan".

## Diskografi

### Albums
- Besa (2006)
- Evolution (2011)
- Besa për festat (2013)
- Ti je festa ime (2014)